# Гордєєвка (Курська область)
Гордєєвка — село в Кореневському районі Курської області. Входить до складу Вікторівської сільради.

## Історія
Росіяни 23 червня 2022 року в ході російсько-української війни обстріляли Юнаківську громаду, зокрема село Іволжанське. В зону ураження невідомою хімічною речовиною потрапив 13-річний хлопець. Обстріл вівся з «Градів», зафіксовано 30 влучань. Російська армія використовувала фосфорні снаряди. Про це повідомив голова Сумської ОВА Дмитро Живицький. У Держприкордонслужбі України повідомили, що в обід військові РФ використали запалювальні боєприпаси 9М22С з реактивних систем залпового вогню. Всього нараховано 30 пострілів, з яких 25 розірвалися в повітрі над одним з населених пунктів Юнаківської громади, решта 5 — на його околицях. Внаслідок завданого удару зазнала ушкоджень цивільна інфраструктура. У прокуратурі щодо дій військових Російської Федерації, які вели вогонь по мирному населеному пункту, ймовірно, використовуючи заборонені міжнародними угодами боєприпасами, відкрили кримінальне провадження.

## Географія
Село знаходиться на річці Бляховець, неподалік російсько-українського кордону, за 108 км на південний захід від Курська, за 22,5 км на південь від районного центру — селища міського типу Коренево, за 2,5 км від центру сільради — Вікторівка.
Клімат
Гордєєвка, як і весь район, розташована в поясі помірно-континентального клімату з теплим літом і відносно теплою зимою (Dfb в класифікації Кеппена).
| Клімат села Козино                                                             | Клімат села Козино | Клімат села Козино | Клімат села Козино | Клімат села Козино | Клімат села Козино | Клімат села Козино | Клімат села Козино | Клімат села Козино | Клімат села Козино | Клімат села Козино | Клімат села Козино | Клімат села Козино | Клімат села Козино |
| Показник                                                                       | Січ.               | Лют.               | Бер.               | Квіт.              | Трав.              | Черв.              | Лип.               | Серп.              | Вер.               | Жовт.              | Лист.              | Груд.              | Рік                |
| Середній максимум, °C                                                          | −3,4               | −2,2               | 3,8                | 13,5               | 19,7               | 23                 | 25,5               | 24,8               | 18,5               | 11                 | 4                  | −0,6               | 11,5               |
| Середня температура, °C                                                        | −5,5               | −4,9               | −0                 | 8,6                | 15                 | 18,6               | 21                 | 20,2               | 14,3               | 7,6                | 1,7                | −2,6               | 7,8                |
| Середній мінімум, °C                                                           | −8                 | −8,2               | −4,2               | 3,1                | 9,3                | 13,2               | 15,9               | 15                 | 9,9                | 4,2                | −0,6               | −4,8               | 3,7                |
| Норма опадів, мм                                                               | 50                 | 43                 | 48                 | 48                 | 62                 | 69                 | 77                 | 50                 | 56                 | 54                 | 47                 | 48                 | 652                |
| ------------------------------------------------------------------------------ | ------------------ | ------------------ | ------------------ | ------------------ | ------------------ | ------------------ | ------------------ | ------------------ | ------------------ | ------------------ | ------------------ | ------------------ | ------------------ |
| Джерело: Погода за місяцем c ru.climate-data.org(дата звернення: червень 2021) |                    |                    |                    |                    |                    |                    |                    |                    |                    |                    |                    |                    |                    |

## Населення
| Чисельність населення | Чисельність населення |
| 2002                  | 2010                  |
| --------------------- | --------------------- |
| 199                   | ↘138                  |

## Інфраструктура
Особисте підсобне господарство. У селі 105 будинків.

## Транспорт
Гордєєвка знаходиться за 17 км від автодороги регіонального значення 38К-030 (Рильськ — Коренево — Суджа), на автодорозі 38К-006 (Коренево — Троїцьке), на автодорозі міжмуніципального значення 38Н-055 (Гордєєвка — кордон з Україною), за 12,5 км від найближчого залізничного зупиночного пункту 341 км (лінія 322 км — Льгов I). Зупинка громадського транспорту.